# José Guadalupe Posada

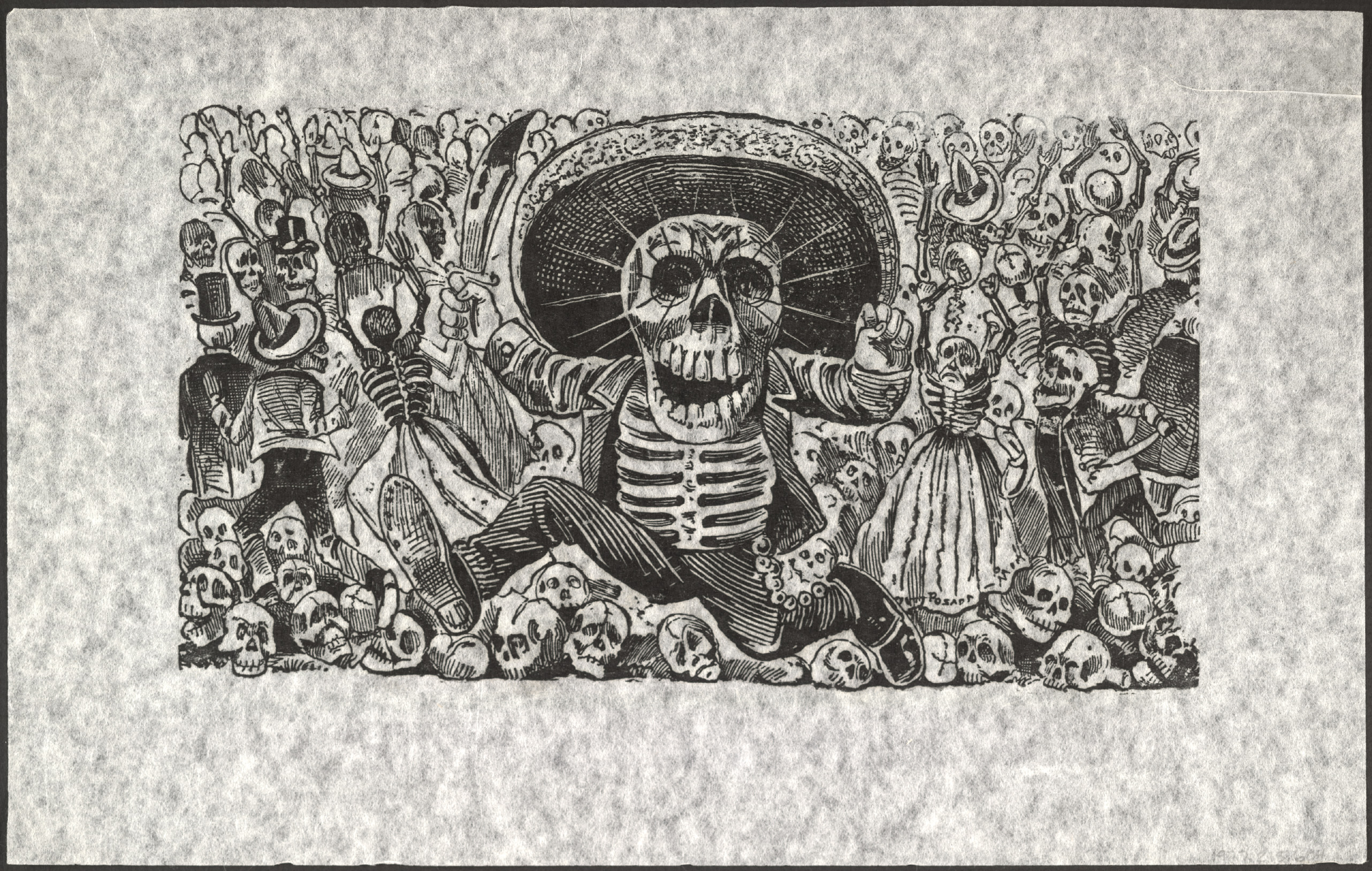
Calavera Oaxaqueña, 1910

José Guadalupe Posada Aguilar, né le 2 février 1852 dans le quartier de San Marcos à Aguascalientes (Mexique) et mort le 20 janvier 1913  à Mexico, est un graveur, caricaturiste et illustrateur mexicain, connu particulièrement pour ses calaveras.

## Biographie

### Enfance et jeunesse à Aguascalientes; premiers dessins satiriques
Posada n'a laissé aucun document écrit, et on dispose de très peu de témoignages le concernant. Parmi ceux-ci, il y a cependant la phrase de ce camarade d'école à Aguascalientes, qui raconte que Posada, dont un des frères était instituteur, « passait son temps à dessiner, en prenant pour modèle des saints, des personnages ou des jeux de cartes. Depuis tout petit, il était passionné par le dessin. Et quand il n'avait plus rien sous la main à recopier, il faisait le portrait des enfants de l'école ». En 1868, Posada entre à l'Academia Municipal de Artes y Oficios, école de beaux-arts dispensant une formation académique. Puis, toujours à Aguascalientes, il entre en 1870 en tant qu'apprenti dans l'atelier de Trinidad Pedroza, graveur et lithographe de qualité. Posada commence sa carrière de caricaturiste : en 1871, âgé de dix-neuf ans donc, il illustre un hebdomadaire satirique imprimé par Pedroza nommé El Jicote, titre qui est l'inversion malicieuse de El Quijote, le Don Quichotte - le jicote (Melipona Beechi) évoquant un insecte actif et travailleur, possible référence au lectorat du journal.
Le journal paraît en pleine campagne électorale et a pour cible l'ex gouverneur Jésus Gómez Portugal. Le style de Posada, dans ces dessins de jeunesse, est proche de celui des grands caricaturistes mexicains de l'époque publiant notamment dans le journal satirique La Orquesta, lui-même influencé par Le Charivari. Après onze numéros, le journal cesse sa parution.

### Première période: lithographies et gravures classiques, à León
Peut-être en raison de leur opposition au pouvoir en place, Posada et Trinidad Pedroza partent tous deux s'installer dans la grande ville de León, et y ouvrent un atelier de gravure et d'impression. En 1876, Trinidad Pedroza retourne vivre et travailler à Aguascalientes, laissant à Posada la direction de l'atelier. Posada est en outre professeur de lithographie à partir de 1884. Il illustre divers ouvrages, dans un style soigné et classique, et réalise des illustrations pour des livres, des illustrations commerciales (boîtes de cigares, d'allumettes, étiquettes pour des liqueurs), et des images religieuses. Cette première période de Posada montre sa virtuosité technique et son savoir-faire, mais Posada n'a alors pas encore trouvé le style inimitable qui en fait un artiste incomparable. En 1888, une terrible inondation à León détruit une partie de la ville. Posada, dont l'atelier a été détruit, part alors pour la capitale.

### Mexico: 1888-1913
José Guadalupe Posada arrive à Mexico à la fin de l'année 1888. Il est illustrateur indépendant et travaille, de manière régulière ou occasionnelle, pour de nombreux journaux et maisons d'édition de la capitale. Parmi ceux-ci, Ireneo Paz et ses fils. Le rédacteur en chef de la revue La Juventud Literaria affirme dans un éditorial en 1888 la phrase suivante : « Nos lecteurs pourront admirer les idées, la grande imagination dont dispose ce jeune et estimable Posada qui, à ses heures perdues, a dessiné de petites choses qui ne sont certainement pas ce qu'il sait faire de meilleur. (...) Nous devinons en Posada le plus grand caricaturiste, le plus grand dessinateur du Mexique. »
Parmi la multitude d'éditeurs qui ont recours à ses services, une maison d'édition est primordiale : celle d'Antonio Vanegas Arroyo, éditeur très prolifique, qui vend de nombreux journaux, pages d'actualité (hojas volantes) publiées au gré des événements de l'actualité, mais aussi de très nombreux livres (contes, chansonniers, livres de cuisine, etc.) ou encore des jeux de table.
A l'époque où Posada arrive à Mexico, le graveur Manuel Manilla travaille déjà pour Vanegas Arroyo. Il devient l'influence majeure de Posada, notamment dans la représentation des calaveras.
C'est pour Antonio Vanegas Arroyo que Posada réalise ses plus célèbres images, ses gravures les plus spectaculaires. C'est auprès de lui qu'à partir des années 1889-1890, Posada développe son style qui le distingue très nettement.
À partir de 1889, Posada utilise principalement la technique du burin sur zinc, qu'il développe notamment à partir de 1900.
En 1901 l'une de ses plus célèbres gravures, publiée dans la presse, fait allusion au Bal des Quarante et un (es), le plus grand scandale de mœurs de la société porfirienne car y était impliqué le beau-fils de Porfirio Díaz, Ignacio de la Torre y Mier (es).

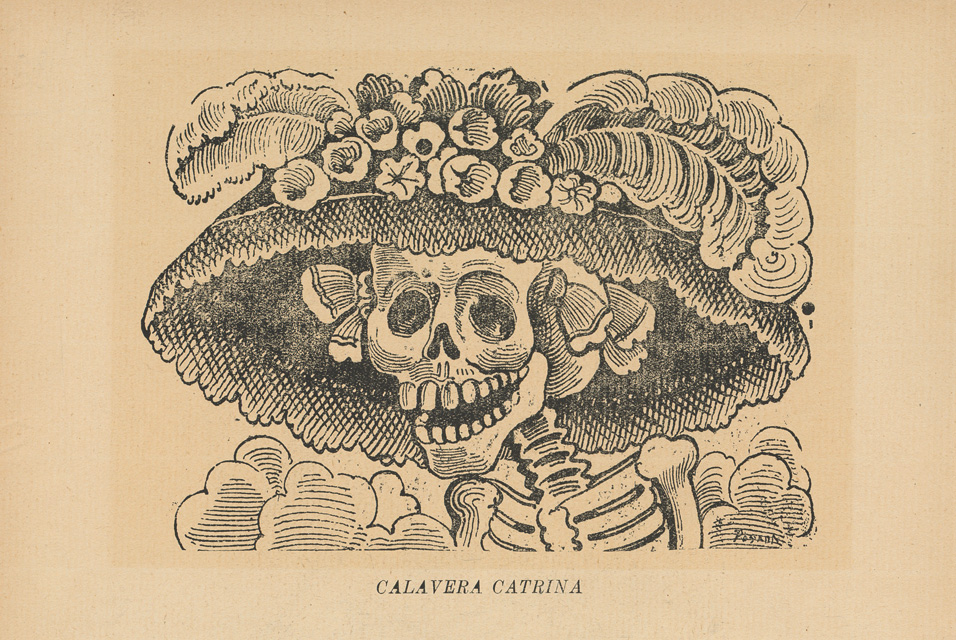
La Calavera Garbancera, eau-forte renommée à la fin des années 1940 Calavera Catrina.

Les titres de ses gravures ne sont pas de son fait : ce sont les titres des pages de journaux que la gravure de Posada illustre, et ils ont donc été choisis par l'éditeur ou les rédacteurs de l'époque. S'agissant souvent de faits divers spectaculaires, ces titres sont souvent marquants, de teneur tragique : Phénomène étrange : du jamais vu !... ; Terrible incendie dans les arènes de Puebla ! ; Du jamais vu à Guanajuato ! Plus de mille blessés ! Des pertes incommensurables ! Des maisons détruites !..., etc. mais aussi souvent drôles et cocasses. Quelques titres ont été inventés, après sa mort : c'est le cas de la Catrina.
Posada meurt seul et oublié en 1913 dans une vecindad (es) misérable de Tepito située au numéro 6 Avenida de la Paz (actuellement 6 calle Jesús Carranza). Selon son acte de décès sa mort est due à l'alcoolisme. Personne ne réclamant son corps, José Guadalupe Posada est enterré dans la fosse commune du Panteón Civil de Dolores (es) à Mexico.
La maison d'édition continuera d'utiliser ses images de nombreuses années après sa mort.

## Redécouverte de l'œuvre de Posada
Dans les années 1920 a lieu la redécouverte progressive de son œuvre, notamment grâce au peintre français établi au Mexique Jean Charlot. C'est lui qui fait connaître Posada au célèbre peintre muraliste Diego Rivera, avec qui il travaille. Rivera donne progressivement à Posada une gloire posthume, avec son texte introductif à la première monographie publiée sur Posada en 1930 par Mexican Folkways, où il écrit : « Posada, aussi grand que Goya et que Jacques Callot », ou encore : « Si l'on se réfère à la phrase d'Auguste Renoir qui définit l'œuvre d'art par son caractère indéfinissable et inimitable, on peut dire que l'œuvre de José Guadalupe Posada est l'œuvre d'art par excellence. » Posada fait l'objet d'une première exposition au Palais des beaux-arts de Mexico en 1943.
En 1946, Diego Rivera peint la fresque Songe d'un après-midi dominical à la Alameda Central et il s'y représente, enfant, aux côtés de trente personnages emblématiques de l'histoire mexicaine dont, au premier plan, donnant la main à Diego Rivera enfant et à Frida Kahlo, sa version de la Catrina.
André Breton, ami de Rivera, découvre à son tour Posada. Il fait reproduire en 1937 quelques gravures sur bois dans le numéro 10 de sa revue Minotaure . C’est dans ce numéro de Minotaure, que l'artiste surréaliste Óscar Domínguez découvre la gravure de Posada, intitulée Marie-Louise, la suicidée (La Suicida María-Luisa), qui va l'influencer pour des textes et des dessins.

Breton fait de Posada un maître de l'humour noir :
« Le triomphe de l’humour à l’état pur et manifeste sur le plan plastique paraît devoir être situé dans le temps beaucoup plus près de nous et reconnaître pour son premier et génial artisan l’artiste mexicain José Guadalupe Posada qui, dans d’admirables gravures sur bois de caractère populaire, nous rend sensibles tous les remous de la révolution de 1910 […]. » 

## Influence de Posada
De très nombreux artistes ont témoigné leur admiration pour l'œuvre de Posada, laquelle influence encore les dessinateurs et graveurs du monde entier.
Le muraliste mexicain José Clemente Orozco a raconté avoir connu sa première émotion esthétique quand il était enfant et passait devant l'atelier de Posada, sur le chemin de l'école. Posada a directement influencé Francisco Díaz de León et Leopoldo Méndez ; plus généralement, les graveurs de l'Atelier d'art graphique populaire se sont aussi considérés comme les disciples de Posada. Au Mexique, la « mode Posada » est si importante après-guerre que David Alfaro Siqueiros met en garde les jeunes artistes, leur enjoignant de ne pas tomber dans un posadisme trop facile.

## Œuvres
José Guadalupe Posada a gravé plus de vingt mille images.
La première représentation féminine d'une « calavera » apparaît le 4 novembre 1889, souriante et le crâne enrubanné, regardant le lecteur de face en couverture du numéro 44 (an VII - 1889) de la revue La Patria ilustrada. La plus connue est la Calavera Garbancera (1912), surnommée plus tard la Calavera de la Catrina.
Bien qu'il ait collaboré avec des éditeurs très variés, dont des éditions assez luxueuses (ainsi ses illustrations pour l'édition mexicaine du Livre de Cuisine de Gouffé) ou l'Almanach du Padre Cobos édité chaque année par Ireneo Paz, son génie s'est notamment déployé dans des publications destinées aux classes populaires de Mexico : journaux bon marché, affiches de spectacles (cirque, corridas, théâtre...), couvertures de petits livres illustrés (chansonniers, contes...).
Posada a toujours travaillé sur commande, pour de nombreux éditeurs de la ville de Mexico. Il a illustré une très grande variété de sujets : événements politiques (élection de Madero, revers des révolutionnaires), faits divers retentissants (crimes, tremblements de terre), pages humoristiques, et bien sûr les célèbres calaveras publiées chaque année aux alentours du 2 novembre, à l'occasion du Jour des morts.
Le style très caractéristique de Posada est caractérisé par un sens de la composition remarquable et par l'expressivité de ses personnages. Il est très novateur et à ce titre, on peut qualifier Posada d'avant-gardiste. Certaines de ses gravures, par l'effacement des détails superflus, la vivacité des mouvements des personnages, et par la violence qui se dégage de leur composition, anticipent l'expressionnisme.

## Expositions rétrospectives
- 2013 : Posada transmisor, MUNAL (Museo Nacional de Arte), Mexico
- 2013 : Posada, Museo Nacional de la Estampa, Mexico
- 2022 : Posada, génie de la gravure, Musée de l’Image d’Épinal, 5 février-18 septembre